# اسکلت سلولی

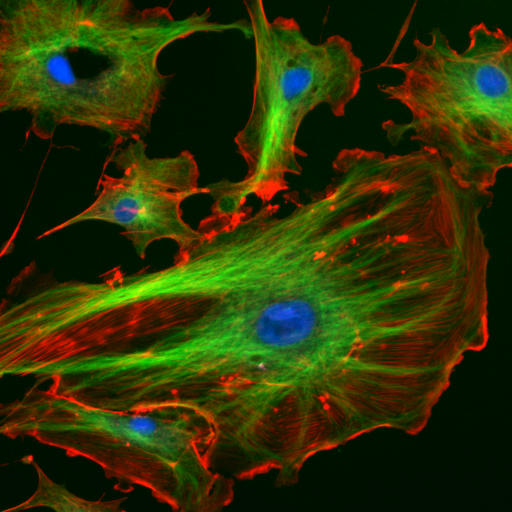
چارچوب یاخته در یوکاریوت‌ها. ریزرشته‌ها به رنگ سرخ، ریزلوله‌ها به رنگ سبز، و هسته سلول به رنگ آبی نشان داده شده‌است.

اندامک‌های درون سلول جانوران: (۱) هستک (۲) هسته (۳) ریبوزوم (۴) وزیکول (۵) شبکه آندوپلاسمی خشن (۶) دستگاه گلژی (۷) اسکلت سلولی (سیتواسکلتون) (۸) شبکه آندوپلاسمی صاف (۹) میتوکندری (۱۰) واکوئل (۱۱) سیتوپلاسم (۱۲) لیزوزوم (۱۳) سانتریول

اسکلت سلولی (به انگلیسی: Cytoskeleton) یا چارچوب یاخته، ساختاری است که به مانند داربست یا استخوان‌بندی برای سلول می‌باشد و در سیتوپلاسم است و از پروتئین‌های گوناگونی از جمله توبولار و فیلامنتی ساخته شده‌است.
اسکلت سلولی در همهٔ سلول‌ها یافت می‌شود. در گذشته گمان می‌رفت که تنها در سلول‌های یوکاریوت هستند ولی پژوهش‌های تازه در این زمینه اسکلت سلولی را در سلول‌های پروکاریوت (پیش‌هسته‌ها) نیز شناسایی کرده‌است. اسکلت سلولی دارای ساختارهایی مانند تاژک‌ها، مژک‌ها، و پای‌لایه‌ها می‌باشد و نقش مهمی هم در جابجایی درون‌سلولی، مانند جابجایی اندامک‌ها و ریزکیسه‌ها، و هم در تقسیم سلولی دارد.

## کارکرد‌های اسکلت سلولی
اسکلت سلولی مسئول بسیاری از کارکرد‌های مهم سلولی است که در زیر آورده شده است:
- در سلول‌های جانوری که فاقد دیواره سلولی سفت و سخت هستند، این اسکلت سلولی است که شکل سلول را تعیین می‌کند.
- به سلول‌ها اجازه جابجایی می‌دهد.
- ذرات را می‌بلعد.
- در برابر نیروهای کششی مقاومت می‌کند.
- وزیکول‌ها (Vesicle) از طریق سیتوزول منتقل می‌کند.
- کروموزوم‌ها را در طول تقسیم سلولی جدا می‌کند.
- اسکلت سلولی اجازه منقبض شدن عضلات ما را می‌دهد.